# Adam Stålhammar den yngre
Adam Stålhammar, född 24 augusti 1734, död 23 mars 1806 i Stockholm, var en svensk militär, riddarhusdirektör och bankofullmäktig.
Stålhammar var son till ryttmästaren Adam Stålhammar och Beata Margareta Bock af Näs (1695–1785). Han blev sekundadjutant vid Kronobergs regemente 1757 och fick fänriks indelning där 1768 för att bli löjtnant 1769 och begära avsked från armén samma år. Han var därefter musiker vid Jönköpings regemente. Han var riddarhusdirektör 1779–1786 och bankofullmäktig 1786–1800. Stålhammar blev riddare av Svärdsorden 1770. Under hösten 1779 blev han medlem i Par Bricoles Jönköpings loge. Han valdes 1797 in i Kungliga patriotiska sällskapet.
Stålhammar var en ivrig oppositionsman på riddarhuset och blev genom sin bekantskap med Carl Fredrik Pechlin misstänkt att veta om planerna på mordet av Gustav III på operan. Bland bankofullmäktiges medlemmar greps och förhördes Adam Stålhammar och Jacob von Engeström. Stålhammar friades och återkom till banken medan Engeström dömdes till adelskapets förlust och livstids fängelse.